# Condoleanțe (album)
Condoleanțe este primul album solo al lui Ombladon, lansat la data de 10 aprilie 2004, la casa de discuri Rebel Music Romania. 

Prima gură de aer este prima piesă a albumului, piesa ne deschide porțile acestui album printr-un sunet care ne amintește de cimitir.

Egali din naștere, piesa care promovează albumul și la care s-a filmat un videoclip. Realizată în colaborare cu Raku, piesa e una în care textul caracterizează românul de rând care este vânat de săracie și de complicațiile sistemului românesc.
în cadrul galei premiilor MTV Europe din 2004, desfășurată joi seara la Roma, piesa “Egali din naștere” a lui Ombladon (Paraziții), cântată împreună cu Raku, unul dintre numele noi din hip-hop-ul românesc, a câștigat secțiunea de “Best Romanian Act”. După ce i s-a oferit premiul, Ombladon a declarat: “Este cel mai mare premiu pe care l-a primit rap-ul românesc”.
Ombladon si raku au reusit să se impună în fața altor patru trupe din România: Cargo (“Dacă ploaia s-ar opri”), Activ (“Doar cu tine”), Firma (“Important”) și O-Zone (“Chitarele”).La ceremonia acordării premiilor MTV, au participat 200.000 de spectatori, conform estimărilor organizatorilor.

Invitati pe acest album sunt, Freakadadisk (Parazitii), Spike, Bitza, Cheloo (Parazitii), Uzzi (B.U.G. Mafia), DJ Dox (R.A.C.L.A. / Pirats Klan / Grupul De Rezistenta), raku (Morometzii / Zale) & Carbon (Pirats Klan / Armada)

## Ordinea pieselor[4]
| Nr.             | Titlu                                                | Text                                                       | Lungime |  |
| 1.              | „Prima gură de aer”                                  |                                                            | 1:11    |  |
| 2.              | „Intro”                                              | Ombladon                                                   | 2:08    |  |
| 3.              | „N-am plecat”                                        | Ombladon                                                   | 3:37    |  |
| 4.              | „Condoleanțe”                                        | Ombladon                                                   | 1:43    |  |
| 5.              | „Comunicat” (Feat. Freakadadisk)                     | Ombladon                                                   | 2:41    |  |
| 6.              | „Probleme personale” (Feat. Spike și Freakadadisk)   | Ombladon, Spike                                            | 3:25    |  |
| 7.              | „Vecinului lui Cheloo” (Feat. Bitză și Freakadadisk) | Ombladon, Bitză                                            | 2:52    |  |
| 8.              | „Dacă pozele ar vorbi”                               | Ombladon                                                   | 3:26    |  |
| 9.              | „Lecții particulare”                                 | Ombladon                                                   | 2:39    |  |
| 10.             | „Moment publicitar 1”                                |                                                            | 0:15    |  |
| 11.             | „Minte-mă” (Feat. Cheloo și Freakadadisk)            | Cheloo, Ombladon                                           | 2:43    |  |
| 12.             | „Noi vs. ei” (Feat. Uzzi)                            | Ombladon, Uzzi                                             | 2:31    |  |
| 13.             | „Moment publicitar 2”                                |                                                            | 0:17    |  |
| 14.             | „Confidențial” (Feat. Bitză)                         | Bitză, Ombladon                                            | 4:16    |  |
| 15.             | „Nici o lacrimă” (Feat. Freakadadisk)                | Ombladon                                                   | 3:40    |  |
| 16.             | „Când vă umplem de flegme” (Feat. DJ Dox)            | Ombladon                                                   | 4:19    |  |
| 17.             | „Egali din naștere” (Feat. Raku)                     | Ombladon, Raku                                             | 2:57    |  |
| 18.             | „Celebritate (Skit)”                                 | Adaptare după un text din "Singur pe lume" de Hector Malot | 0:25    |  |
| 19.             | „Metode clasice de sinucidere” (Feat. Carbon)        | Carbon, Ombladon                                           | 3:11    |  |
| Lungime totală: | Lungime totală:                                      | Lungime totală:                                            | 48:16   |  |

## Evoluția Clasamentului
| Anul | Single            | Din Albumul | Poziția           | Poziția | Poziția | Poziția | Poziția |
| Anul | Single            | Din Albumul | MTV Europe (2004) |         |         |         |         |
| 2004 | Egali din naștere | Condoleanțe | Best Romanian Act |         |         |         |         |